# Chloroceryle aenea
Chloroceryle aenea là một loài chim trong họ Alcedinidae.